# Jean Hatzfeld
Jean Hatzfeld (1949) es un escritor y corresponsal de guerra francés. Creció en Le Chambon-sur-Lignon, un pequeño pueblo de Auvernia.
Hatzfeld comenzó su carrera como periodista en 1977 en el diario francés Libération. Ha escrito también para otros periódicos y realizado documentales para televisión. Ha cubierto el conflicto en el Oriente Medio, el ascenso del movimiento Solidaridad en Polonia, la Revolución de Terciopelo en Checoslovaquia y la caída del dictador rumano Ceausescu. Fue durante varios años corresponsal de guerra en Líbano, a principios de los ochenta. También cubrió las guerras yugoslavas (en las que resultó gravemente herido). Ha pasado largas temporadas en Líbano, Israel, Irak y otros países. En 1994, Jean Hatzfeld viajó al este de África para cubrir el genocidio de Ruanda para el diario Liberación. Se dedicó posteriormente a la investigación de este genocidio, sobre el que publicó varios libros. El primero, Dans le nu de la vie (2000), que narra historias de supervivientes Tutsi, ganó varios premios: el Premio Culture 2000, el Pierre Mille y el France Culture. A este libro le siguió un volumen con historias de los asesinos Hutu, Une Saison de machettes, que ganó el Premio Femina en 2003 y el Jossef Kessel en 2004. Un tercer volumen sobre el genocidio, La stratégie des antilopes, ganó en 2007 el Premio Médicis y el Ryszard-Kapuściński. Más tarde publicó Englebert des Collines (2013) y Un Papa de sang (2015). También ha escrito tres novelas.

## Obras escogidas
- 1994: L'air de la guerre
- 1999: La guerre au bord du fleuve
- 2000: Dans le nu de la vie (La vida al desnudo, 2005)
- 2003: Une saison de machettes (Una temporada de machetes, 2004)
- 2005: La ligne de flottaison
- 2007: La stratégie des antilopes (La estrategia de los antilopes, 2011)
- 2011: Où en est la nuit
- 2013: Robert Mitchum ne revient pas
- 2014: Englebert des collines
- 2015: Un papa de sang